# 아살라 나스리
아살라 빈트 무스타파 이븐 하팀 안나스리(아랍어:أصالة بنت مصطفى ابن حاتم النصري)는 바레인, 시리아, 팔레스타인 가수이다.

## 생애
나스리는 시리아 다마스쿠스에서 태어났으며, 아부 루마나 인근에서 자랐다.
그녀의 아버지는 예술가 무스타파 나스리이고, 그녀의 가족은 아나스에서 전문적인 경력을 가진 아마니, 아유훔, 림 네 형제자매로 구성되어 있다.
그녀는 또한 바레인 국적을 보유하고 있으며 2005년 아랍에서 개최 된 오페라 "사랑과 충성도"에 참여한 후 며칠 뒤 오페라에 참여한 아랍 여성 가수 중 가장 인기 있고 유명한 가수로 선정되었다.
그녀는 어린이를 대상으로 한 몇 곡의 노래로 활동을 시작한 다음 노래와 앨범을 발표했다.